# José Ufarte
José Armando Ufarte Ventoso, detto Espanhol in Brasile (Pontevedra, 17 maggio 1941), è un allenatore di calcio ed ex calciatore spagnolo, di ruolo centrocampista.

## Carriera
Trascorse la gioventù in Brasile e lì cominciò la carriera da calciatore, militando nel Flamengo e nel Corinthians. Nel 1964 tornò in patria per giocare nell'Atletico Madrid.

## Palmarès

### Giocatore

#### Competizioni nazionali
- Campionato spagnolo: 3

Atletico Madrid: 1965-1966, 1969-1970, 1972-1973
- Coppa di Spagna: 2

Atletico Madrid: 1964-1965, 1971-1972

#### Competizioni statali
- Campionato Carioca: 1

Flamengo: 1963